# Ann Cudd
Ann E. Cudd es una filósofa y feminista estadounidense; rectora y vicecanciller.
Ha desarrollado actividades científicas y académicas en el profesorado de filosofía en la Universidad de Pittsburgh. Desde agosto de 2015 a agosto de 2018, fue decana de la Escuela de Graduados y College de Artes & Ciencias, en la Universidad de Boston.
Anteriormente fue vicerrectora y decana de Estudios de pregrado, así como profesora distinguida de Filosofía de la Universidad. en la Universidad de Kansas.
También es miembro de la Facultad afiliada al Programa de Estudios sobre Mujeres, Género y Sexualidades.
Cudd es una de las fundadoras de Feminismo Analítico, y miembro fundante de la Sociedad de Feminismo Analítico, y de 1995 a 1999 sirvió como su presidenta.

## Educación y carrera
En 1982, Cudd recibió un grado dual de bachillerato en matemática y de filosofía, por el Swarthmore College; antes de inscribirse en la Universidad de Pittsburgh para recibir un MA en filosofía, economía; y, posteriormente un doctorado en filosofía, en 1984, 1986, y 1988 respectivamente. Después de recibir su doctorado, Cudd aceptó un puesto de profesora asistente en la Universidad de Kansas. Luego, se mudó en 1991, hacia una posición similar en Occidental College, pero regresó a la Universidad de Kansas en 1993. Fue promovida a profesora asociada de Filosofía en la Universidad de Kansas en 1994, profesora titular de filosofía en 2000, y recibió un puesto como Directora y profesora titular de Estudios de Género y Mujeres en 2001; que mantendría hasta 2008, cuando se convirtió en miembro de la Facultad afiliada.
En 2008, se convirtió en la Decana asociada de Humanidades de la Universidad de Kansas, y en 2012, Cudd fue nombrada profesora distinguida, el más alto honor académico que la Universidad de Kansas otorga a los profesores.
En 2013, Cudd fue nombrada vicerrectora y Decana de Estudios de pregrado

## Áreas de investigación y publicaciones
La investigación de Cudd, se ha centrado en varias áreas, a saber, la teoría feminista, la filosofía de las ciencias sociales y la filosofía política y social. Cudd es una de las fundadoras de Feminismo analítico, una rama del feminismo que busca aplicar los métodos de filosofía analítica a temas y tópicos feministas.
Es autora de dos libros y coeditó tres más:
- Capitalism For and Against: A Feminist Debate (coautora con Nancy Holmstrom en 2011,

- Analyzing Oppression en 2006,

- Philosophical Perspectives on Democracy in the 21st Century (coeditó con Sally Scholz en 2014),

- Feminist Theory: A Philosophical Anthology (coeditó en 2006),

- Theorizing Backlash: Philosophical Reflections on the Resistance to Feminism (coeditó en 2002.[5]

También ha escrito docenas de artículos en revistas revisadas por pares, ha escrito varios artículos de enciclopedias; y, muchas reseñas de libros.
Gran parte del trabajo de Cudd, es analizar las relaciones de poder a través de la teoría de la elección racional. El análisis de Cudd de la opresión sostiene que en una teoría moral objetiva es necesario saber si los daños experimentados por los individuos fueron realmente daños reales que la persona no debería haber sufrido y, por lo tanto, son opresivos. Cudd sostiene que la simple ausencia de buenas elecciones no es una forma de coerción: para que ocurra la coerción, objetivamente deben haber disponibles mejores opciones para el sujeto.

## Obra

### Algunas publicaciones

#### Libros
- Cudd, Ann E.; Superson, Anita M. (2002). Theorizing backlash : philosophical reflections on the resistance to feminism. Lanham, Maryland: Rowman & Littlefield. ISBN 9780742513747.

- Cudd, Ann E.; Andreasen, Robin O. (2005). Feminist theory: a philosophical anthology. Oxford, UK Malden, Massachusetts: Blackwell Publishing. ISBN 9781405116619.

- Cudd, Ann (2006). Analyzing oppression. New York: Oxford University Press. ISBN 9780195187441.

- Cudd, Ann E.; Holmstrom, Nancy (2011). Capitalism, for and against: a feminist debate. Cambridge New York: Cambridge University Press. ISBN 9780521132114.

#### Capítulos en libros
- Cudd, Ann E. (1998), «Psychological explanations of oppression»,  en Willett, Cynthia, ed., Theorizing multiculturalism: a guide to the current debate, Malden, Massachusetts: John Wiley & Sons, pp. 187-215, ISBN 9780631203421..

- Cudd, Ann E. (2004), «The paradox of liberal feminism: preference, rationality, and oppression»,  en Baehr, Amy R., ed., Varieties of feminist liberalism, Lanham, Maryland Oxford: Rowman & Littlefield Publishers, ISBN 9780742512030..

- Cudd, Ann E.; Jones, Leslie E. (2005), «Sexism»,  en Cudd, Ann E.; Andreasen, Robin O., eds., Feminist theory: a philosophical anthology, Oxford, UK Malden, Massachusetts: Blackwell Publishing, pp. 73-83, ISBN 9781405116619..

- Cudd, Ann E.; Jones, Leslie E. (2005), «Sexism»,  en Frey, R.G.; Heath Wellman, Christopher, eds., A companion to applied ethics, Blackwell Companions to Philosophy, Oxford, UK Malden, Massachusetts: Blackwell Publishing, pp. 102-117, ISBN 9781405133456, doi:10.1002/9780470996621.ch8..

- Cudd, Ann E. (2013), «Human rights and global equal opportunity: inclusion not provision»,  en Holder, Cindy; Reidy, David, eds., Human rights: the hard questions, New York Cambridge: Cambridge University Press, pp. 193-208, ISBN 9780521176262..

#### Artículos en revistas
- Cudd, Ann E. (abril de 1993). «Game theory and the history of ideas about rationality: an introductory survey». Economics and Philosophy 9 (1): 101-133. doi:10.1017/S0266267100005137.

- Cudd, Ann E. (agosto de 1995). «Analytic feminism: a brief introduction». Hypatia, Special Issue: Analytic Feminism 10 (3): 1-6. doi:10.1111/j.1527-2001.1995.tb00734.x.

- Cudd, Ann E. (agosto de 1998). «Multiculturalism as a cognitive virtue of scientific practice». Hypatia, Special Issue: Border Crossings: Multiculturalism and Postcolonial Challenges, parte 2 10 (3): 43-61. doi:10.1111/j.1527-2001.1998.tb01369.x.